# جون نيوبري
جون نيوبري (بالإنجليزية: John Newbery) (9 يوليو 1713 ـ 22 ديسمبر 1767) ناشر إنجليزي وبائع كتب. اشتُهر في تاريخ أدب الأطفال بأنه أول من طبع وباع كتبًا للأطفال. يعتبر كتابي الجيب اللطيف الصغير (1744) وحذاءان جيدان (1765) أبرز أعماله. تميّزت كتبه بجلدتها المزخرفة وورق المُذَهَّب الذي كان يصنع في هولندا.
كانت مكتبة نيوبري تسمى الإنجيل والشمس، وتقع في ساحة كاتدرائية القديس بولس، بلندن. وكان صديقًا ونصيرًا لأوليفر جولد سميث، وصمويل جونسون وكثيرين من مثقفي عصره. وقد صوره جولد سميث في روايته قسيس ويكفيلد (1766). ومن المعتقد أن جولد سميث هو مؤلف بعض الكتب الطريفة التي نشرها نيوبري، والتي اكتسبت قيمة عالية في أيامنا. أطلق عليه توماس بابنجتون ماكولي، كاتب مقالات إنجليزية شهير من القرن التاسع عشر، «نيوبري صديق الأطفال».
ولد نيوبري في باركشاير. وقد سميت ميدالية نيوبري باسمه.

## روابط خارجية
- جون نيوبري على موقع الموسوعة البريطانية (الإنجليزية)